# اقتصاد الخدمة العامة الفيدرالية (بلجيكا)

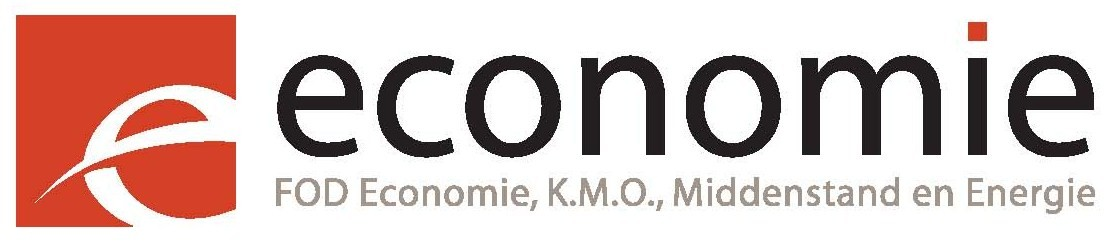
الشعار باللغة الهولندية

اقتصاد أف بي أس، والشركات الصغيرة والمتوسطة، والطبقات الوسطى، والطاقة (بالهولندية: FOD Economie, KMO, Middenstand en Energie)‏، (بالفرنسية: SPF Économie, PME, Classes moyennes et Énergie)‏ , (بالألمانية: FÖD Wirtschaft, KMU, Mittelstand und Energie)‏، والمعروفة أكثر باسم FPS Economy ، هي خدمة عامة اتحادية في بلجيكا . تم إنشاؤه بأمر ملكي في 25 فبراير 2002، كجزء من خطط حكومة فيرهوفشتات الأول لتحديث الإدارة الفيدرالية. وهي مسؤولة عن المساهمة في تطوير سوق السلع والخدمات وقدرتها التنافسية واستدامتها، وضمان مكانة الاقتصاد البلجيكي على المستوى الدولي، وتعزيز التجارة من خلال العلاقات الاقتصادية العادلة في سوق تنافسية، وجمع ومعالجة ونشر المعلومات الاقتصادية.

## التنظيم
يتم تنظيم اقتصاد أف بي أس حاليًا في سبع مديريات عامة:
- المديرية العامة للطاقة
- المديرية العامة للتنظيم الاقتصادي
- المديرية العامة للتحليل الاقتصادي والاقتصاد الدولي
- المديرية العامة لسياسة المؤسسات الصغيرة والمتوسطة
- المديرية العامة للجودة والأمن
- المديرية العامة للتفتيش الاقتصادي
- المديرية العامة للإحصاء، والمعروفة أيضًا باسم إحصاءات بلجيكا

## أنظر أيضاً
- اقتصاد بلجيكا
- المكتب البلجيكي للملكية الفكرية ، وهو جزء من اقتصاد الخدمة العامة الفيدرالي

## روابط خارجية
- الموقع الإلكتروني للاقتصاد FPS بلجيكا

قالب:FPS Belgium
1. ↑  رقم عمل تجاري (بلجيكا): 0314595348.
2. ↑  مذكور في: بنك مفترق الطرق للمؤسسات.
3. ↑  وصلة مرجع: https://apps.db.ripe.net/search/lookup.html?source=ripe&key=2001:6a8:b000::/48&type=inet6num.